# بيرنهارد نيبل
بيرنهارد نيبل (بالإنجليزية: Bernhard Nebel)‏ من مواليد 6 أيار / مايو 1956 وهو عالم ذكاء اصطناعي ألماني. وأستاذ في جامعة جامعة فرايبورغ حيث يشغل كرسي أسس مؤسسات الذكاء الاصطناعي.
حصل برنهارد نيبل على درجة الدبلوم من جامعة هامبورغ عام 1980 وحصل على درجة الدكتوراه من جامعة سارلاند في عام 1989. وكان مستشاره في الرسالة هو وولفغانغ واهليستر.
بين عامي 1982 و 1993 عمل في مشاريع مختلفة لمنظمة العفو الدولية في جامعة هامبورغ، جامعة برلين للتكنولوجيا، ISI / USC ، آي بي إم ألمانيا، والمركز الألماني للبحوث لمنظمة العفو الدولية (DFKI). من عام 1993 إلى عام 1996 ، شغل منصب أستاذ مشارك في جامعة أولم. منذ عام 1996 وهو أستاذ في جامعة ألبرت-لودفيغ- جامعة فرايبورغ.
ومن بين الخدمات المهنية الأخرى، شغل منصب الرئيس المشارك لبرنامج المؤتمر الدولي الثالث لمبادئ تمثيل المعرفة والاستدلال (KR'92) ، بصفته الرئيس المشارك لبرنامج المؤتمر السنوي الألماني الثامن عشر حول الذكاء الاصطناعي (KI'94). ، وبصفته الرئيس العام للمؤتمر السنوي الألماني الحادي والعشرين حول الذكاء الاصطناعي (KI'97) ، وبصفته رئيس برنامج المؤتمر الدولي المشترك السابع عشر للذكاء الاصطناعي (IJCAI'01). في عام 2001 ، تم انتخاب برنارد نيبل زميلا في ECCAI.
طوال مسيرته المهنية، قدم برنهارد نيبل مساهمات كبيرة لأسس الذكاء الاصطناعي، والتخطيط والجدولة الآلية، ولمبادرة برنهارد نيبل وهو مؤلف مشارك (ومحرر مشارك) لـ 9 كتب بالإضافة تأليفه أكثر من 100 ورقة محكمة في المجلات العلمية والكتب ووقائع المؤتمرات. كما طور برنهارد نيبل ومجموعته أول نظام لطاولة كرة قدم.
كان بيرنهارد نيبل زميل في لجنة التنسيق الأوروبية للذكاء الاصطناعي. في عام 2009 ، تم اختياره ليكون عضوا في الأكاديمية الألمانية للعلوم ليوبولدينا. في عام 2010 ، أصبح زميلا في جمعية النهوض بالوسائل الاصطناعية

## وصلات خارجية
- Bernhard Nebel's home page
- Bernhard Nebel's research group
- Web Page of the CS Freiburg RoboCup team
- Web Page of the autonomous table football system KiRo
- Report on Bernhard Nebel in the German Magazine Spiegel Online